# ケニア (軽巡洋艦)
|                   | |
| 艦歴              | |
| 発注              | |
| 起工              | 1938年6月18日 |
| 進水              | 1939年8月18日 |
| 就役              | 1940年9月27日 |
| 退役              | |
| その後            | 1962年10月29日にスクラップとして売却 |
| 除籍              | |
| 性能諸元          | |
| 排水量            | 満載 10,450トン |
| 全長              | 169.3 m (555.5 ft) |
| 全幅              | 18.9 m (62 ft) |
| 吃水              | 5.0 m (16.5 ft) |
| 機関              | アドミラリティ式重油専焼水管缶 4基 パーソンズ式ギアード・タービン 4基 4軸推進、(72,500 shp)                                                                                      |
| 最大速力          | 33ノット(61 km/h) |
| 航続距離          | 6,520海里/13ノット |
| 乗員              | 730名 |
| 兵装              | Mark XXIII 6インチ3連装砲 4基 Mark XVI 4インチ連装砲 4基 2ポンド4連装ポムポム砲 3基 ボフォース 40mm連装機関砲 4基 エリコン20mm連装機関砲 6基 Mark IX 21インチ3連装魚雷発射管 2基 |
| 搭載機 (後に撤去) | スーパーマリン ウォーラス2機 |

ケニア (HMS Kenya, C14) は、イギリス海軍のフィジー級軽巡洋艦。艦名は当時イギリス領であったケニアに由来する。
マウントバッテンピンク塗装がされていた時期があり、その外見から「ピンクレディ」（The Pink Lady）の愛称があった

## 艦歴
起工は1938年6月18日。進水は1939年8月18日で、1940年9月27日に竣工した。
1941年5月、ドイツ戦艦「ビスマルク」の追撃戦に参加、それから「ケニア」はアーチェリー作戦、ハルバード作戦、ハープーン作戦、ペデスタル作戦に参加した。
1941年6月3日、「ケニア」と軽巡洋艦「オーロラ」はデービス海峡でドイツ補給船（タンカー）「Belchen」を沈めた。
ペデスタル作戦に参加中、1942年7月12日にイタリア潜水艦「アラジ (Alagi)」に雷撃され損傷した。1942年12月に戦列に復帰し、1944年に東洋艦隊の第4巡洋艦戦隊に編入されるまで本国艦隊に所属していた。1945年はアラカン上陸支援などをおこなった。
第二次世界大戦後は、修理をおこなった後西インド諸島の第8巡洋艦戦隊に編入され1947年まで所属していた。一旦予備艦となったが朝鮮戦争の勃発で再就役した。1962年に売却されスクラップとなった。